# Donkere kuifbladroller
De donkere kuifbladroller (Endothenia nigricostana) is een vlinder uit de familie van de bladrollers (Tortricidae). De wetenschappelijke naam werd gepubliceerd in 1811 door Haworth.

## Kenmerken
De spanwijdte is 11 tot 15 mm. Op de thorax heeft deze vlinder dikwijls een kuifachtige beharing. De vliegtijd is van mei tot juli. De larven voeden zich met moerasandoorn (Stachys palustris), bosandoorn (Stachys sylvatica) en dovenetelsoorten (Lamium spp.). 

## Verspreiding
De soort komt voor in Europa.